# Глажон
Глажон (фр. Glageon) насеље је и општина у североисточној Француској у региону Север-Па д Кале, у департману Север која припада префектури Авне сир Елп.
По подацима из 2011. године у општини је живело 1831 становника, а густина насељености је износила 155,56 становника/km². Општина се простире на површини од 11,77 km². Налази се на средњој надморској висини од 189 метара (максималној 244 m, а минималној 168 m).

## Демографија
| 1962. | 1968. | 1975. | 1982. | 1990. | 1999. | 2011. |
| ----- | ----- | ----- | ----- | ----- | ----- | ----- |
| 2.348 | 2.391 | 2.100 | 1.958 | 1.946 | 1.877 | 1.831 |

График промене броја становника у току последњих година